# 德米特里 (瘦子)
德米特里（瘦子）（是前三世紀人物，他是安提柯王朝國王德米特里一世與不知名字的伊利里亞裔妻子所生。
關於她母親的來歷不清楚，但很可能是德米特里一世擔任馬其頓國王時，把他的母親納為妃子。因為史料的缺乏，同樣也不知這位德米特里的生平，他的綽號是「瘦子」（Leptos或Meagre）。